# Елсмер (Делавер)
Елсмер (англ. Elsmere) — місто (англ. town) в окрузі Нью-Касл штату Делавер США. Населення — 6131 осіб (2010).

## Географія
Елсмер розташований за координатами 39°44′19″ пн. ш. 75°35′41″ зх. д. / 39.73861° пн. ш. 75.59472° зх. д. (39.738477, -75.594586).  За даними Бюро перепису населення США в 2010 році місто мало площу 2,61 км², уся площа — суходіл.

### Клімат
| Клімат : Елсмер              | Клімат : Елсмер | Клімат : Елсмер | Клімат : Елсмер | Клімат : Елсмер | Клімат : Елсмер | Клімат : Елсмер | Клімат : Елсмер | Клімат : Елсмер | Клімат : Елсмер | Клімат : Елсмер | Клімат : Елсмер | Клімат : Елсмер | Клімат : Елсмер |
| Показник                     | Січ.            | Лют.            | Бер.            | Квіт.           | Трав.           | Черв.           | Лип.            | Серп.           | Вер.            | Жовт.           | Лист.           | Груд.           | Рік             |
| Абсолютний максимум, °C      | 23,3            | 23,3            | 30,6            | 34,4            | 34,4            | 36,7            | 38,3            | 37,8            | 36,1            | 31,7            | 28,9            | 22,8            | 38,3            |
| Середній максимум, °C        | 3,9             | 5,6             | 10,6            | 16,7            | 22,2            | 27,2            | 29,4            | 28,3            | 24,4            | 17,8            | 12,2            | 6,1             | 17,1            |
| Середній мінімум, °C         | −3,9            | −2,8            | 1,1             | 6,1             | 11,7            | 17,2            | 20,0            | 18,9            | 15,0            | 8,3             | 3,9             | −1,7            | 7,9             |
| Абсолютний мінімум, °C       | −22,8           | −20,6           | −15             | −7,2            | −1,7            | 5,0             | 10,6            | 6,1             | 1,7             | −4,4            | −10             | −18,3           | −22,8           |
| Норма опадів, мм             | 94              | 79              | 115             | 107             | 111             | 106             | 136             | 93              | 124             | 97              | 88              | 104             | 1254            |
| ---------------------------- | --------------- | --------------- | --------------- | --------------- | --------------- | --------------- | --------------- | --------------- | --------------- | --------------- | --------------- | --------------- | --------------- |
| Джерело: The Weather Channel |                 |                 |                 |                 |                 |                 |                 |                 |                 |                 |                 |                 |                 |

## Демографія
Згідно з переписом 2010 року, у місті мешкала 6131 особа в 2424 домогосподарствах у складі 1494 родин. Густота населення становила 2352 особи/км².  Було 2664 помешкання (1022/км²).
Расовий склад населення:
| - 69,6 % — білих - 13,1 % — чорних або афроамериканців - 1,7 % — азіатів - 0,8 % — корінних американців - 10,9 % — осіб інших рас |

До двох чи більше рас належало 3,8 %. Частка іспаномовних становила 23,8 % від усіх жителів.
За віковим діапазоном населення розподілялося таким чином: 24,2 % — особи молодші 18 років, 64,6 % — особи у віці 18—64 років, 11,2 % — особи у віці 65 років та старші. Медіана віку мешканця становила 34,4 року. На 100 осіб жіночої статі у місті припадало 91,8 чоловіків;  на 100 жінок у віці від 18 років та старших — 88,6 чоловіків також старших 18 років.
Середній дохід на одне домашнє господарство  становив 59 992 долари США (медіана — 47 704), а середній дохід на одну сім'ю — 69 302 долари (медіана — 49 641). Медіана доходів становила 40 320 доларів для чоловіків та 37 372 долари для жінок. За межею бідності перебувало 10,3 % осіб, у тому числі 11,2 % дітей у віці до 18 років та 8,6 % осіб у віці 65 років та старших.
Цивільне працевлаштоване населення становило 2930 осіб. Основні галузі зайнятості: освіта, охорона здоров'я та соціальна допомога — 21,8 %, мистецтво, розваги та відпочинок — 14,5 %, роздрібна торгівля — 13,0 %.